# Pagoda Daqin

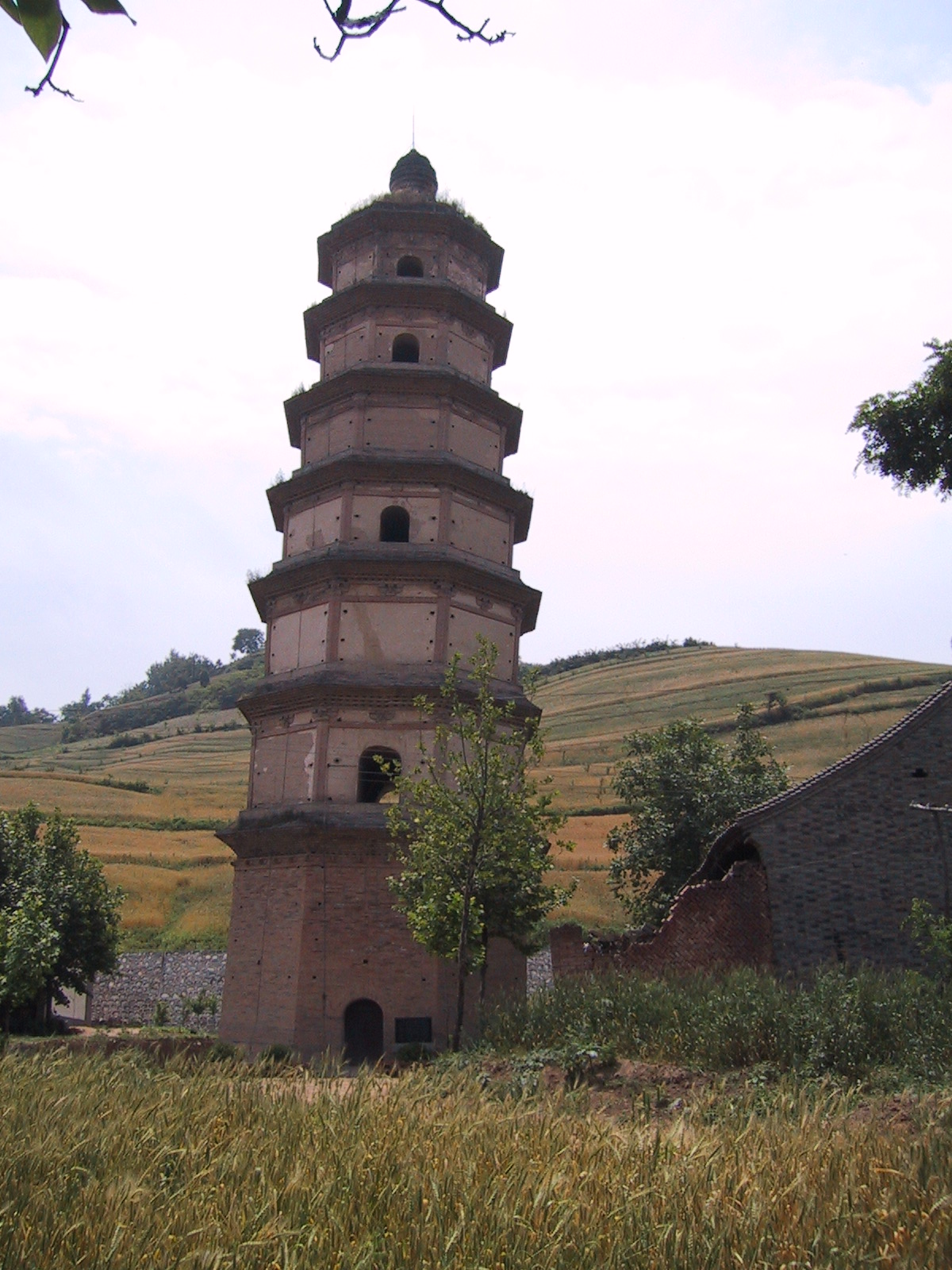
Restos de la pagoda

La llamada pagoda de Daqin (en chino tradicional y simplificado, 大秦寺塔), situada en Chang'an, provincia de Shaanxi, dos kilómetros al oeste del templo de Lou Guan Tai, es el resto más signficativo de la iglesia cristiana más antiguo de la China de la dinastía Tang. El templo y su monasterio adyacente fueron construidos alrededor del año 640 por misioneros nestorianos (dada la fecha del año, probablemente dirigidos por el propio Alopen). El nombre, Daqin, deriva del término tradicional usado por los textos chinos para referirse al Imperio romano en los siglos I y II, y hasta el siglo IX para referirse a los misioneros cristianos sirios.

## Historia
Fundado hacia el año 640, la persecución de los cristianos llevó a abandonar el templo Daquin hacia el 845. Mucho después, en 1300, se instaló un templo budista en la pagoda, que quedó seriamente dañada por un terremoto en 1556 y fue finalmente abandonada. Debido al terremoto, quedaron inaccesibles varias cámaras subterráneas. Daquin fue relacionada con el cristianismo nestoriano en 1998.

## Descripción
En el interior de la pagoda se conservan varios frescos de estilo asiático y occidental que pueden representar al profeta Jonás ante las murallas de Nínive, una escena de la Navidad y varios graffiti en lengua siríaca.
El exterior de la pagoda fue restaurado en 1999 y hay en marcha diversos proyectos para acceder a las cámaras subterráneas enterradas durante el terremoto. Así mismo, se colocó una réplica de la estela nestoriana y de una tortuga de piedra.